# Gonomyia (Leiponeura) supplicata
Gonomyia (Leiponeura) supplicata is een tweevleugelige uit de familie steltmuggen (Limoniidae). De soort komt voor in het Afrotropisch gebied.